# Alberto Suppici
Alberto Suppici (Colonia del Sacramento, 20 november 1898 – Montevideo, 21 juni 1981) was een Uruguayaans voetballer en trainer. Hij was trainer van het nationaal elftal dat in 1930 het allereerste WK won. 

## Carrière
Suppici begon zijn carrière in 1915 bij topclub Club Nacional de Football, waarmee hij zeven keer kampioen werd. In 1928 werd hij trainer van het nationale elftal, hij was toen nog maar dertig jaar. Twee jaar later leidde hij de Olympische kampioen naar de allereerste wereldtitel. Met zijn 31 jaar en 240 dagen is hij hiermee de jongste trainer ooit van een wereldkampioen. In 1935 won hij met het elftal ook het Zuid-Amerikaans kampioenschap. In 1945 trainde hij één jaar Peñarol en leidde de club naar de titel.
Het Estadio Profesor Alberto Suppici, een stadion in zijn geboortestad Colonia, is naar hem vernoemd.
Andrade ·
Anselmo ·
Ballestrero ·
Calvo ·
Capuccini ·
Castro ·
Cea ·
Dorado ·
Fernández ·
Gestido ·
Iriarte ·
Mascheroni ·
Melogno ·
Nasazzi  ·
Petrone ·
Píriz ·
Recoba ·
Riolfo ·
Saldombide ·
Scarone ·
Tejera ·
Urdinarán ·
Coach: Suppici